# Галкайчяй
Галкайчяй (Galkaičiai) — село у Литві, Расейняйський район, Палепяйське староство, розташоване за 5 км від села Палепяй. 2001 року в Галіні проживало 72 людей, 2011-го — 44. Неподалік розташоване Галкайчяйське укріплення, села Ардішкяй, Лакштучяй, Латакай.

## Принагідно
- Galkaičiai [Архівовано 17 листопада 2016 у Wayback Machine.]
- Вікімапія

| Литва | Це незавершена стаття з географії Литви. Ви можете допомогти проєкту, виправивши або дописавши її. |